# Libchavy
Libchavy (německy Lichwe) jsou obec v okrese Ústí nad Orlicí v Pardubickém kraji. Na území o výměře 2211 ha žije přibližně 1 800 obyvatel. Libchavy se táhnou podél Libchavského potoka, který se na jižním okraji obce vlévá do Tiché Orlice. Začínají u hranic s Českými Libchavami a končí u hranic s Ústím nad Orlicí, kde se nachází železniční zastávka Dolní Libchavy (železniční trať Ústí nad Orlicí – Letohrad).
Obcí prochází hlavní silnice I/14, která spolu s potokem, který vede souběžně, rozděluje Libchavy na dvě části: Velká strana – východ a Malá strana – západ. Tyto části dostaly své názvy podle velikosti kopců na jednotlivých stranách obce.

## Historie
První zmínky o zdejší krajině se nachází v písemných pramenech z roku 1227, jako o lese „Na Lubhaue“. Německé Libchavy vznikaly v době vrcholné kolonizace za účasti německého etnika od druhé poloviny 13. a na počátku 14. století, pravděpodobně někdy mezi léty 1265 a 1285. V roce 1588 došlo k rozdělení na Horní a Dolní Libchavy; z Horních se o tři roky později oddělily Prostřední Libchavy.
V roce 1938 došlo z důvodu převahy německy mluvícího obyvatelstva k připojení k Německé říši. Po válce došlo k tzv. odsunu obyvatel německé národnosti - výjimkou bylo pouze smíšené manželství. V roce 1951 došlo ke splynutí Horních a Prostředních Libchav. V roce 1976 došlo ke spojení obou zbylých částí, čímž vznikla obec s názvem Libchavy. Přečíslování domů nebylo provedeno, a proto v obci existují stejná čísla domů.

## Části obce
- Dolní Libchavy (k. ú. Dolní Libchavy)
- Horní Libchavy (k. ú. Horní Libchavy a Prostřední Libchavy)

## Průmysl
V obci sídlí výrobce autobusů a trolejbusů SOR Libchavy.

## Další fotografie

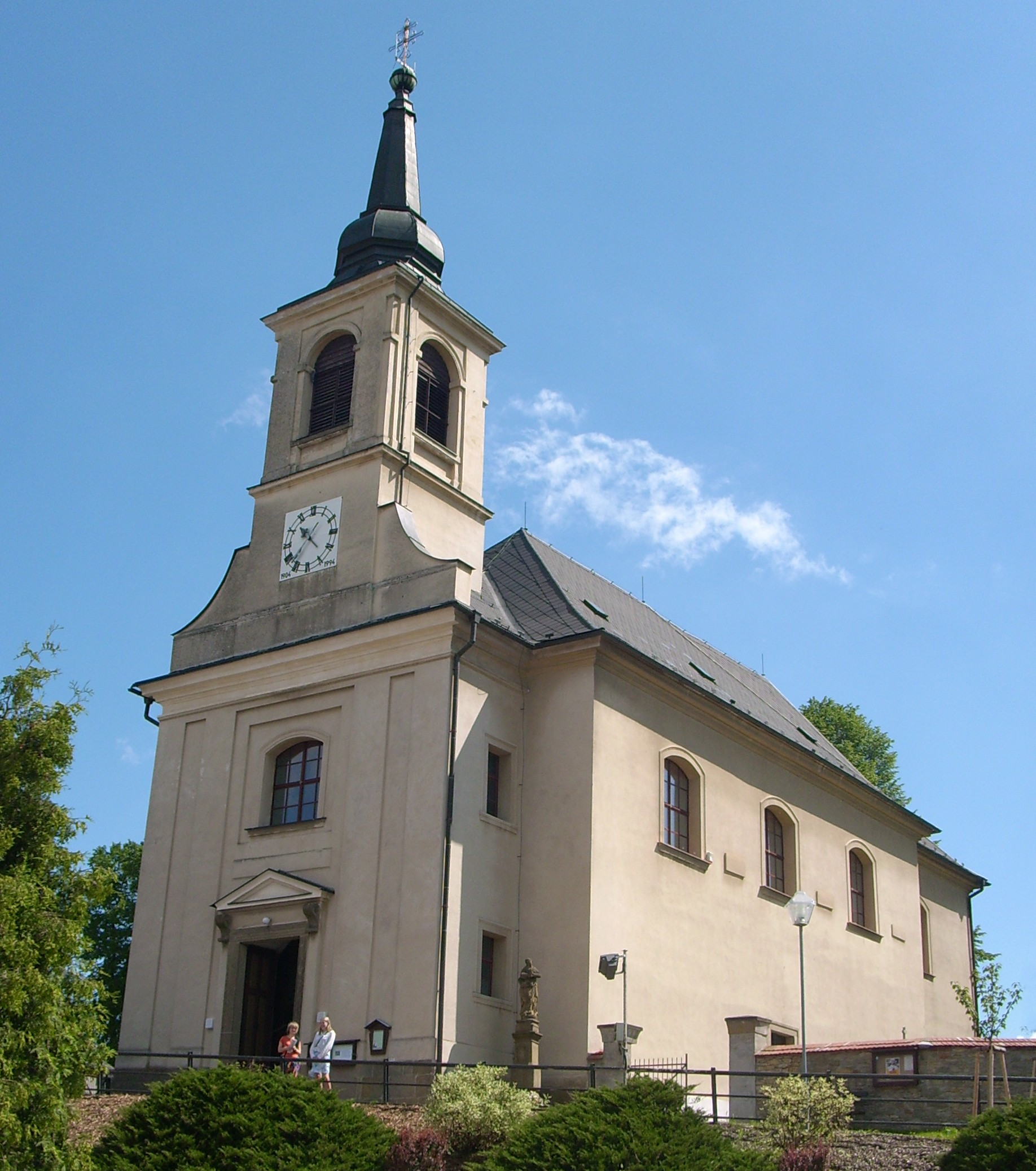
Kostel sv. Mikuláše
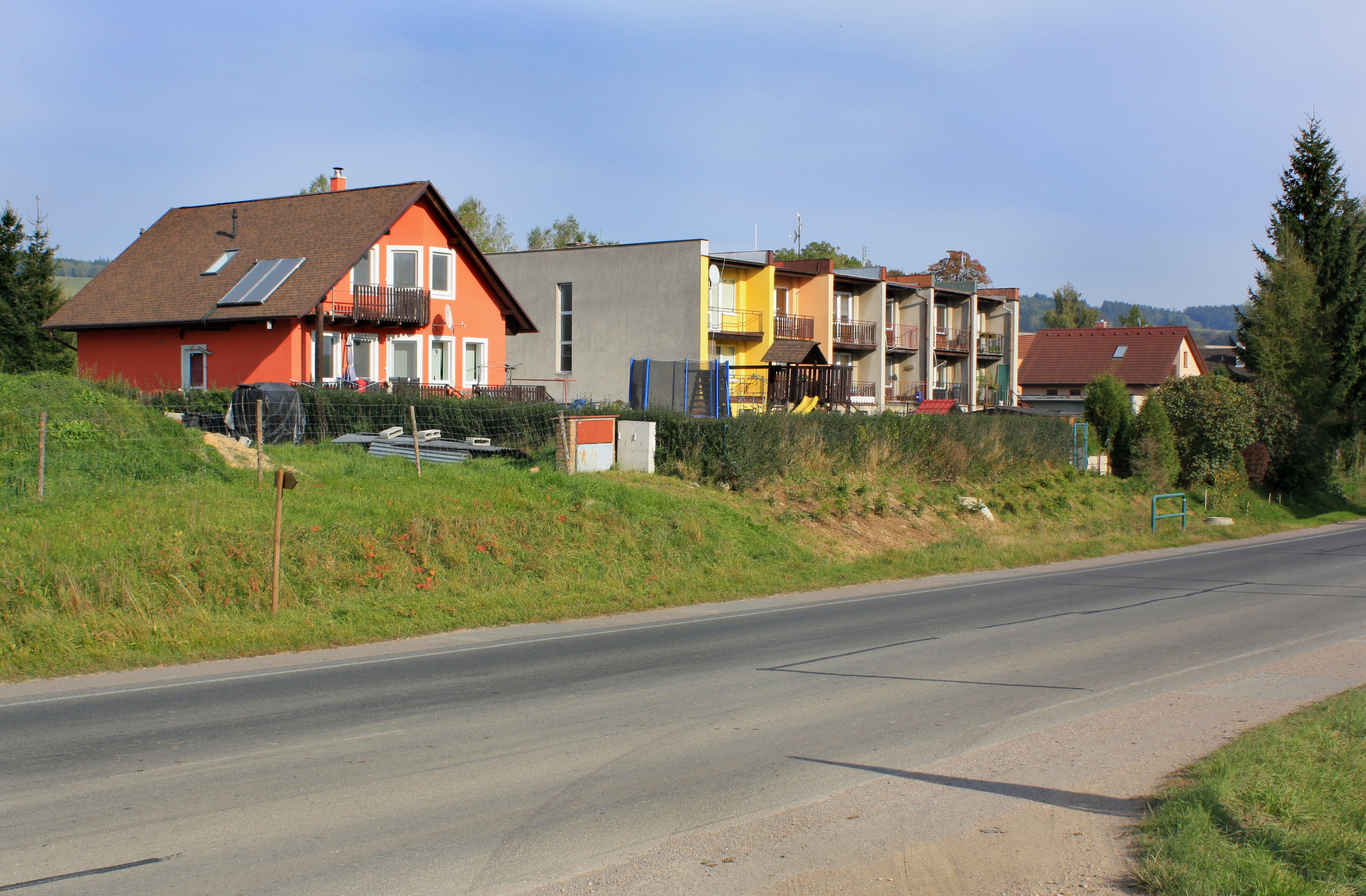
Domky v Horních Libchavách
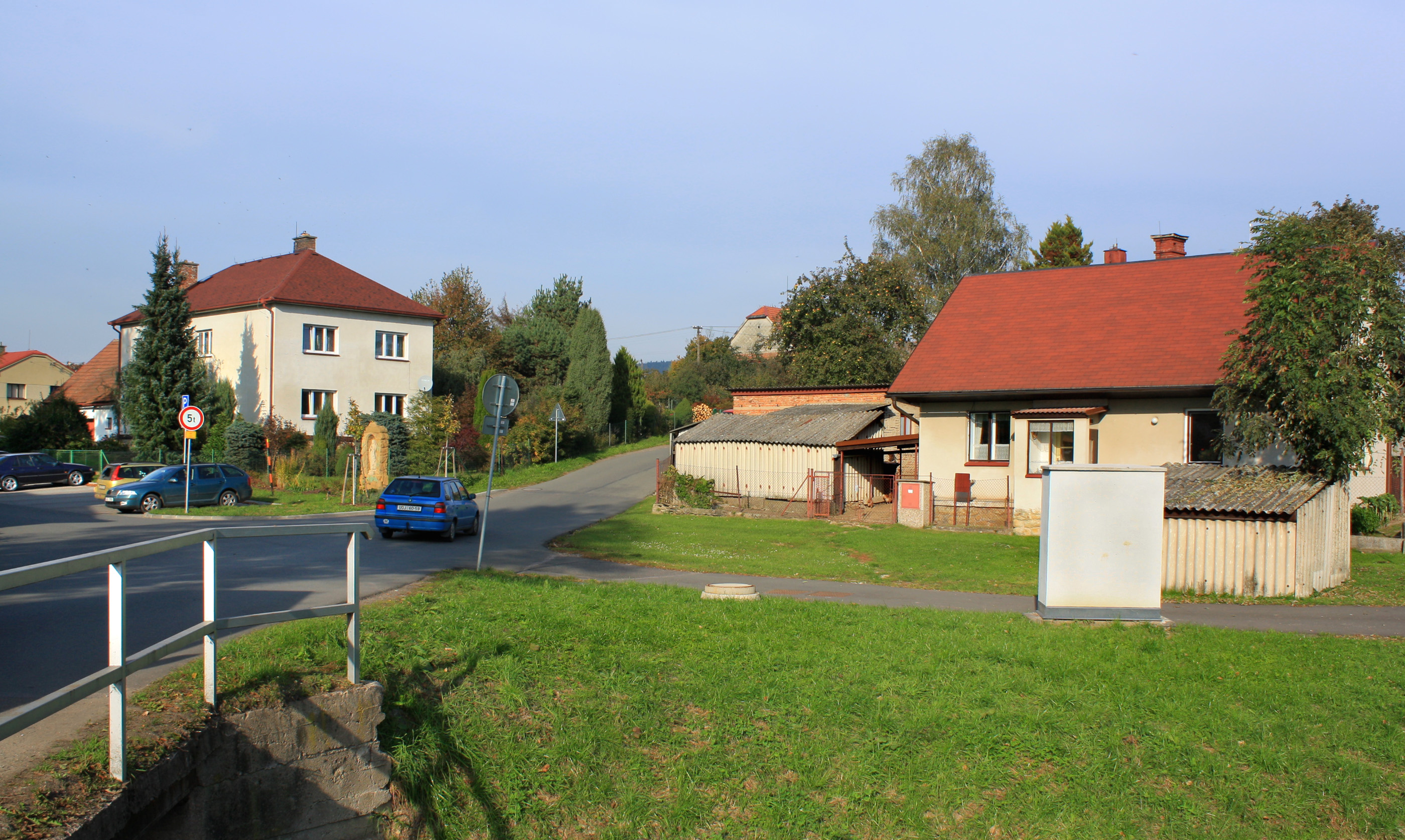
Dolní část obce u Libchavského potoka
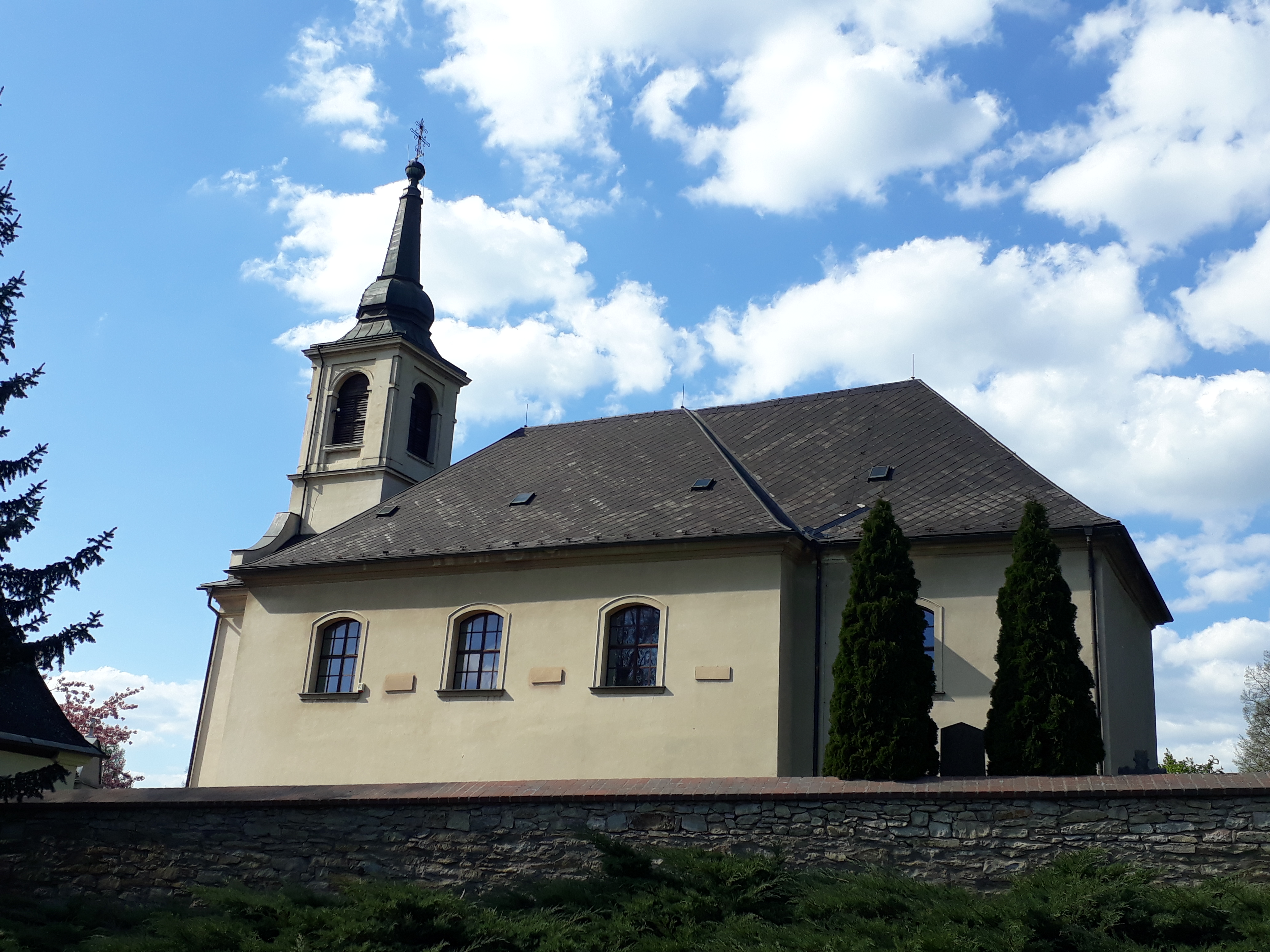
Kostel sv. Mikuláše vyfocený z boku